# Saint-Jean-des-Échelles
Saint-Jean-des-Échelles é uma comuna francesa na região administrativa do País do Loire, no departamento de Sarthe. Estende-se por uma área de 10.64 km². Em 2010 a comuna tinha 251 habitantes (densidade: 23,6 hab./km²).